# Trebel
Trebel (estilizada como TREBEL) é uma plataforma para baixar e descobrir música sob demanda desenvolvida pela M&M Media Inc. O modelo de negócios da empresa visa combater a pirataria de música digital, dando aos usuários acesso a música sob demanda sem custo, enquanto oferece uma compensação justa para artistas e detentores de direitos musicais. A Trebel tem uma patente que lhe permite se promover como o único serviço de música internacional no qual os usuários podem baixar música legalmente e ouvi-la gratuitamente sem a necessidade de está conectado à rede.
Em março de 2023, a Trebel tem um catálogo de 75 milhões de músicas de gravadoras como Universal Music Group, Sony Music Entertainment, Warner Music Group e centenas de gravadoras independentes.
A Trebel está sediada em Stamford, Connecticut, Estados Unidos com locais adicionais na Cidade do México, Jacarta, Bogotá, Los Angeles e Miami. O aplicativo está disponível na Apple App Store, Google Play Store e Huawei AppGallery.

## Prêmios
Em 2023, a Trebel ganhou três prêmios do Google Play, incluindo "Melhor Aplicativo de 2023", "Melhores Essenciais do Dia a Dia" e "Escolha dos Usuários".